# توسكانيا
توسكانيا أو تُسكانية أو طُسقانية هي كومونا في مقاطعة فيتيربو ، منطقة لاتسيو ، إيطاليا . حتى أواخر القرن التاسع عشر كانت المدينة تعرف باسم توسكانيلا .

## تاريخ

### العصور القديمة
وفقًا للأسطورة، تم تأسيس تُسكانية على يد ابن أينيس ، أسكانيوس، حيث عثر على اثني عشر جروًا من الكلاب (من حيث الاسم الأتروري Tus - Cana ، يشبه cana اللاتينية canais "كلب". تنسب أسطورة أخرى الأساس إلى توسكو، ابن هرقل وأراكسيس .
يرجع تاريخ الوجود البشري في المنطقة إلى العصر الحجري الحديث ، ولكن من المحتمل أن تكون المدينة المناسبة قد تأسست في القرن السابع قبل الميلاد عندما كان الأكروبوليس الواقع على تل القديس بطرس محاطًا بخط من الجدران. توجد قرى في المنطقة المجاورة. في السنوات التالية، منح موقعها الاستراتيجي تُسكانية دورًا رائدًا في عالم إتروسكان. بعد هزيمة المدن الساحلية من قبل الإغريق (القرن الرابع قبل الميلاد) ، أصبحت تُسكانية أيضًا مركزًا تجاريًا بحريًا عبر ميناء ريجاس (بجوار مونتالتو دي كاسترو حاليًا). لا يوجد سجل عن تورط تُسكانية في المعارك التي أدت إلى الغزو الروماني لاتروسكان شمال لاتسيو (280 قبل الميلاد) ، حيث ربما دخلت المدينة في المدار الروماني بسلام. أدى التطور الزراعي وبناء طريق عبر كلوديا إلى زيادة تعزيز الوضع الاقتصادي للمدينة. أصبحت كومونا في 88 قبل الميلاد.

### العصور الوسطى وعصر النهضة
في القرن الخامس الميلادي (أو قبل ذلك، اعتمادًا على المصدر) ، أصبحت تُسكانية واحدة من أولى الرؤى الأسقفية في إيطاليا.
بعد سقوط الإمبراطورية الرومانية الغربية ، سقطت في أيدي اللومبارديين عام 569 أو 574. في عام 781 أصبحت جزءًا من الولايات البابوية . في – كانت إقطاعية لعائلة أنغيلارا ثم مركيز توسكانا . في عام 1081 حاصرها الإمبراطور هنري الرابع .
في القرن التالي أصبحت كومونا حرة ذات سلطة على مساحة واسعة بما في ذلك العديد من القلاع. أدت الصراعات الداخلية داخل تُسكانية إلى فقدان المكانة، لصالح فيتيربوالمجاورة، التي أصبحت أبرشية في عام 1192 ، رسميًا في منطقة منفصلة، لكنها حققت عمليًا انتقالًا من خلال اتحاد شخصي فوري وثابت تحت قيادة أساقفة فيتيربو حتى 1896 اندماج سابق لأسقفية تُسكانية (كما أعيد تسميتها عام 1911) في أبرشية فيتربو. في عام 1222 نزل القديس فرنسيس الأسيزي بالمدينة.
خلال الصراع بين الغويلفيين والغيبيليين في جميع أنحاء الإمبراطورية الرومانية المقدسة ، تم الاستيلاء عليها من قبل فريدريك الثاني من هوهنشتاوفن في 2 مارس 1240 ، وتم تزويدها بخط من الجدران.
أدت الحملة العسكرية الفاشلة ضد البابا بونيفاس الثامن (أوائل القرن الرابع عشر) إلى الخضوع لروما باسم توسكانيلا التحقير. في عام 1348 – 49 ضرب طاعون دبلي تُسكانية بشدة. بعد ذلك بوقت قصير، في عام 1354 ، أعاد الكاردينال جيل ألفاريز دي ألبورنوز المدينة نهائيًا إلى الولايات البابوية .
في عام 1421 أصبحت مقاطعة تحت حكم كوندوتييرو أنجيلو بروجليو دا لافيلو .
في عام 1495 ، دمرتها القوات الفرنسية للملك تشارلز الثامن خلال مسيرته نحو مملكة نابولي ، وذلك بفضل تدمير الجدران الذي أمر به الكاردينال جيوفاني فيتليسكي ردًا على النضالات الداخلية المستمرة وأعمال الشغب العامة. بعد ذلك، شهدت المدينة تدهورًا طويلًا استمر حتى ضمها إلى مملكة إيطاليا الموحدة الجديدة في عام 1870.

### العصور الحديثة
في القرن التاسع عشر، قادت عائلة كامباناري المحلية استكشاف المقابر الأترورية. قاموا بتنظيم أول معرض إتروسكان في لندن. انتهى المطاف بالعديد من الاكتشافات القيمة في متاحف أوروبية مختلفة، بالإضافة إلى متحف تُسكانية الأثري.
في 6 فبراير 1971 ، تسبب زلزال في مقتل 31 شخصًا. تم ترميم المدينة بدقة منذ ذلك الحين، والحي التاريخي كبير ومحاط تمامًا بأسوار المدينة التي تعود إلى القرون الوسطى والتي توفر إطلالات ممتازة على المناطق الريفية المحيطة وكنيسة القديس بطرس.

## المعالم السياحية الرئيسية

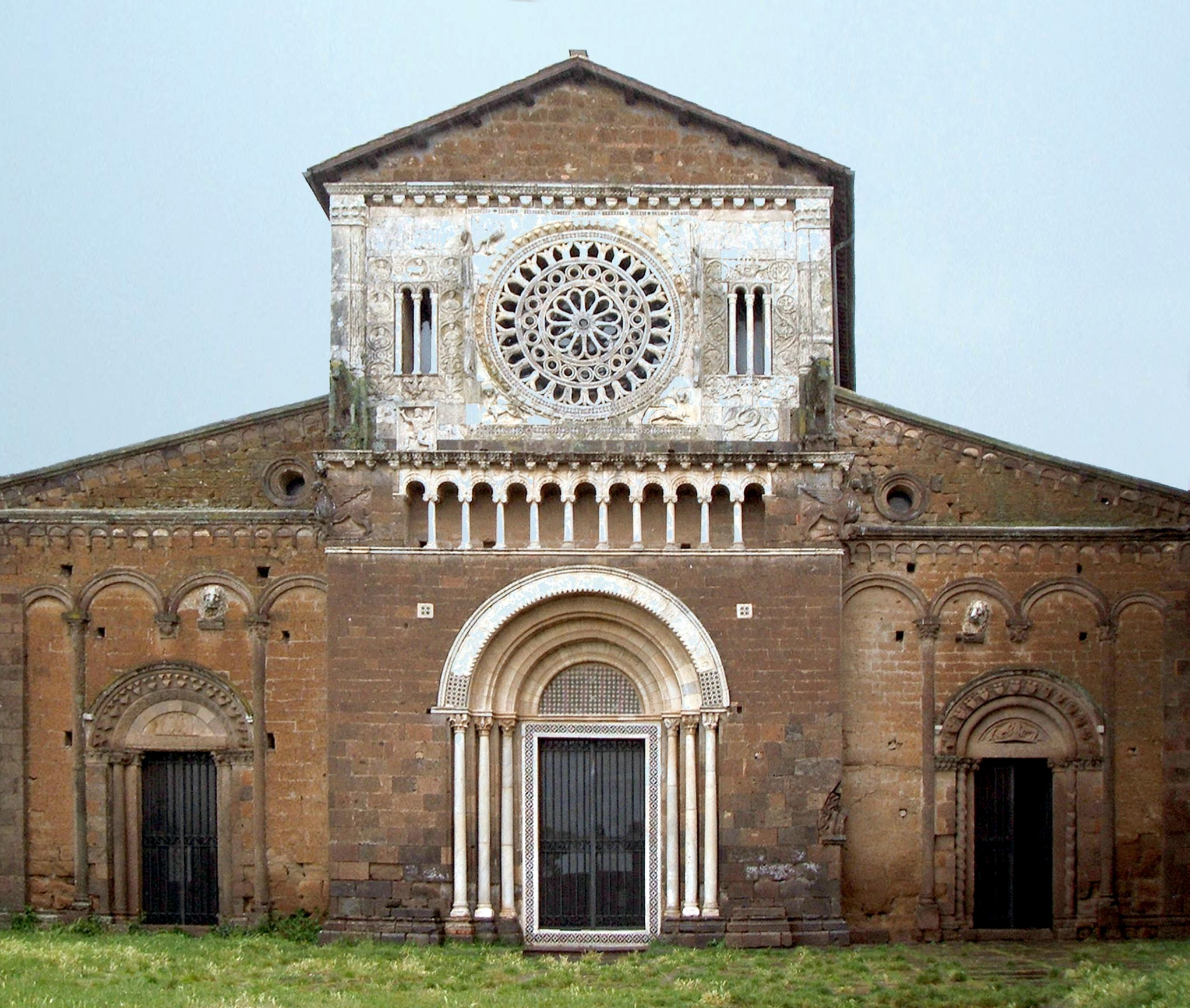
واجهة كنيسة سان بيترو

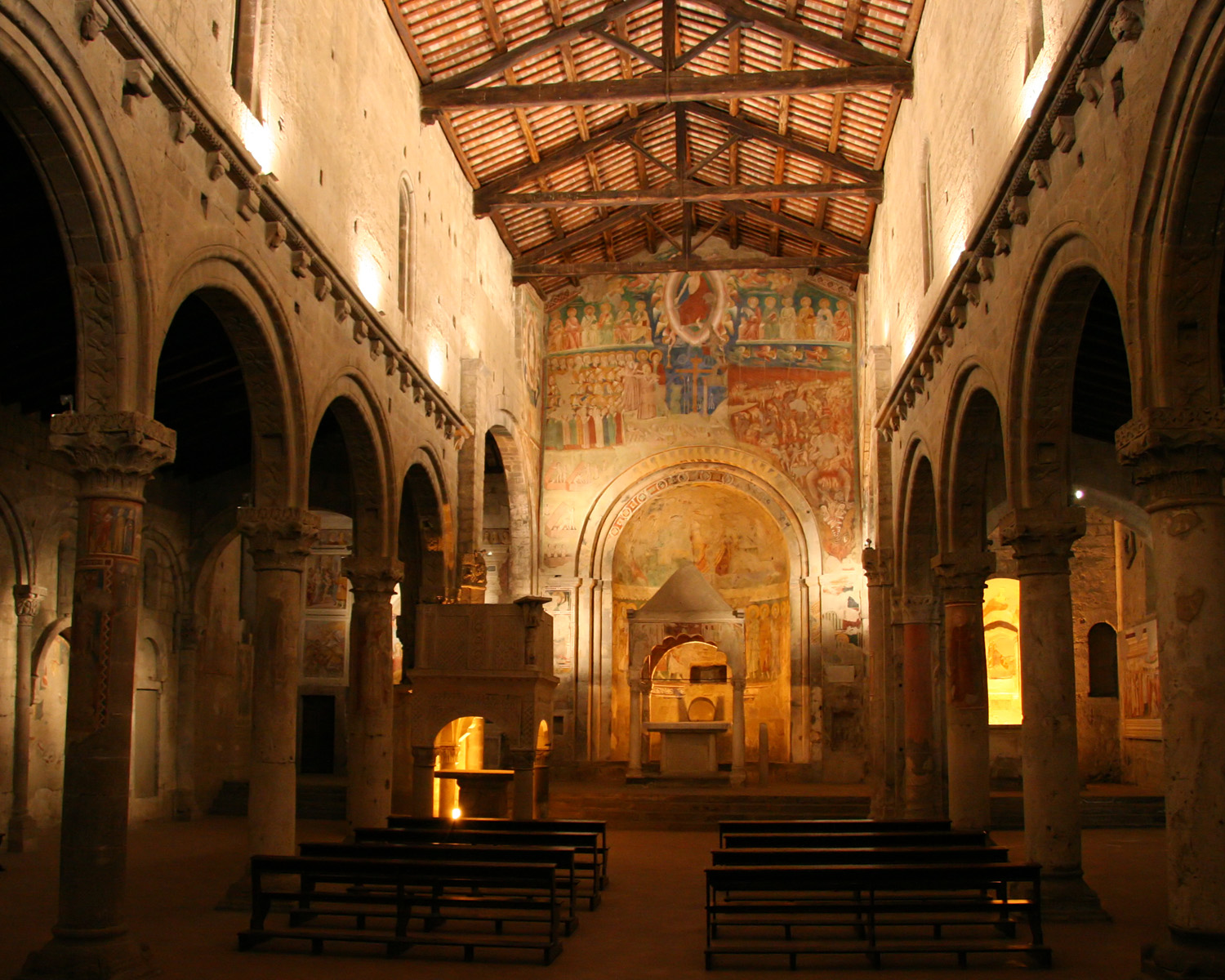
داخل سانتا ماريا ماجوري

عامل الجذب الرئيسي للمدينة هو كنيسة سان بيترو، التي بنيت على الطراز اللومباردي الروماني، والتي بدأت في عام 739 وتم تجديدها في القرنين الحادي عشر والثاني عشر. يحتوي الداخل على صحن وممرين مقسومين على أعمدة منخفضة وأعمدة تضم نصف أعمدة، مع تيجان قديمة وعصور العصور الوسطى. تعود الواجهة مع نافذة الورود أيضًا إلى القرن الثاني عشر.
تشمل المعالم السياحية الأخرى ما يلي:
- متحف إتروسكان، مع توابيت من المقابر القريبة، بالإضافة إلى أشياء أخرى من المقابر.
- كنيسة سانتا ماريا ماجوري . للكنيسة الرومانية واجهة بها ثلاث بوابات مزينة بدقة. يقع الجزء الداخلي على صحن وممرين، مقسومًا على أعمدة ذات تيجان منحوتة. المدخل المريح محاط بزوج من الأعمدة القائمة بذاتها تهدف إلى استحضار بوعز وياكين لمعبد سليمان في القدس .
- برج لافيلو
- نافورة من القرون الوسطى مصنوعة من مواد رومانية.
- مقابر إتروسكان، بما في ذلك قبر الملكة وبيان دي مولا.
- بقايا طريق فيا كلوديا القديم الذي كان يربط المدينة بروما .

## روابط خارجية
- مشاهد ثانوية: تُسكانية وليس توسكانا